# Pierre Lancrenon
 (septembre 2022).
Pierre-Marie Lancrenon était un militaire de l'artillerie coloniale française, ayant mené des missions d’exploration en Afrique centrale au début du XXe siècle et ayant combattu en France durant la Première Guerre mondiale.
Né à Dijon en 1880, il est formé à l’École Polytechnique. En 1905, il est affecté au Tchad avec le grade de Lieutenant d’artillerie coloniale. Il y effectue une mission d’exploration avant d’être chargé d’établir un réseau télégraphique entre le Tchad et le Congo Français.
Il meurt à Esnes-en-Argonne le 28 juin 1917 lors de la Première Guerre mondiale.

## La mission Lancrenon (1905-1906)
En 1905-1906, il est chargé de mener une mission d'exploration au Tchad et d'établir le tracé d'une route dans les régions des rivières Sangha et Logone afin de relier le poste de Carnot au Tchad (Centrafrique actuelle). Ce territoire étaient encore largement inconnu de l’adminisatration française et les seules routes utilisables passaient par le territoire du Cameroun allemand.
L’expédition partit de Carnot le 5 juillet 1905. Elle était composée, outre le lieutenant, de deux sergents français, d’un civil, de tirailleurs et d’auxiliaires, et d’une troupe de porteurs recrutés dans la population locale.
Après avoir exploré le bassin du Sangha, l’expédition arriva sur les bords du Logone. Elle fut attaquée par des guerriers du peuple Laka à plusieurs reprises. Le 4 septembre 1905, la colonne arrive à Laï, point ultime de l’exploration. La mission fut de retour à Carnot le 6 novembre. Une nouvelle expédition fut très vite organisée, partie le 23 décembre 1905 de Carnot vers Lai pour tracer de nouveaux itinéraires, avant de poursuivre jusqu'à Fort-Lamy.
À la suite des accords franco-allemands de 1911, une partie des territoires explorés par la mission Lancrenon furent cédés à l’Allemagne et rattachés au Cameroun allemand.

### Photographies prises lors de la mission Lancrenon
Tout au long de l’expédition, des photographies ont été prises, qui illustrent aussi bien l’exploration que la vie des populations rencontrées. Elles servirent d’illustration lors de la conférence que Lancrenon tint à la Société de Géographie en 1907, intitulée « Exploration entre la Sangha et le Logone ».

L’ensemble du corpus a été conservé par la Société de Géographie de Paris puis a été versé à la Bibliothèque Nationale de France et numérisé.

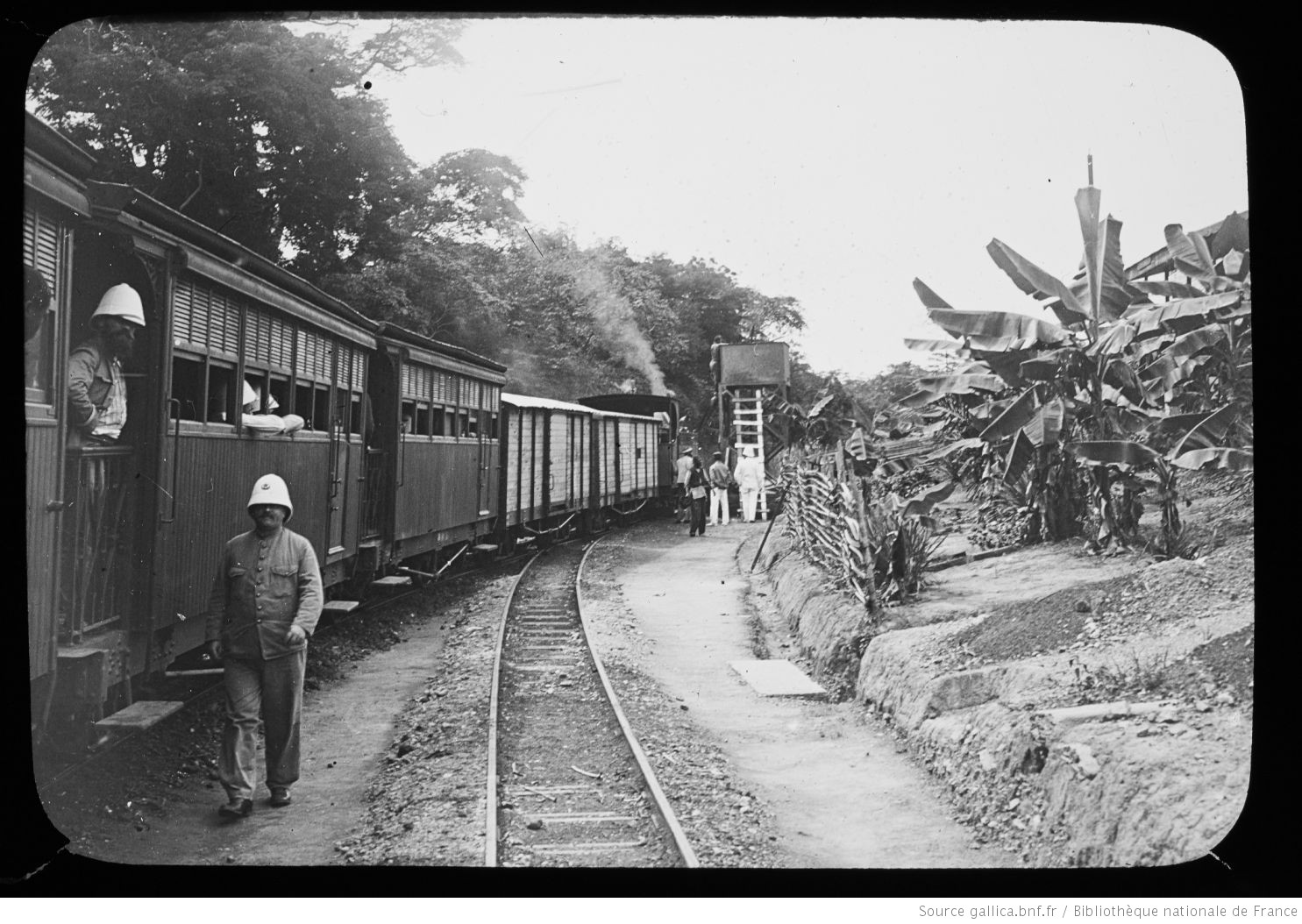
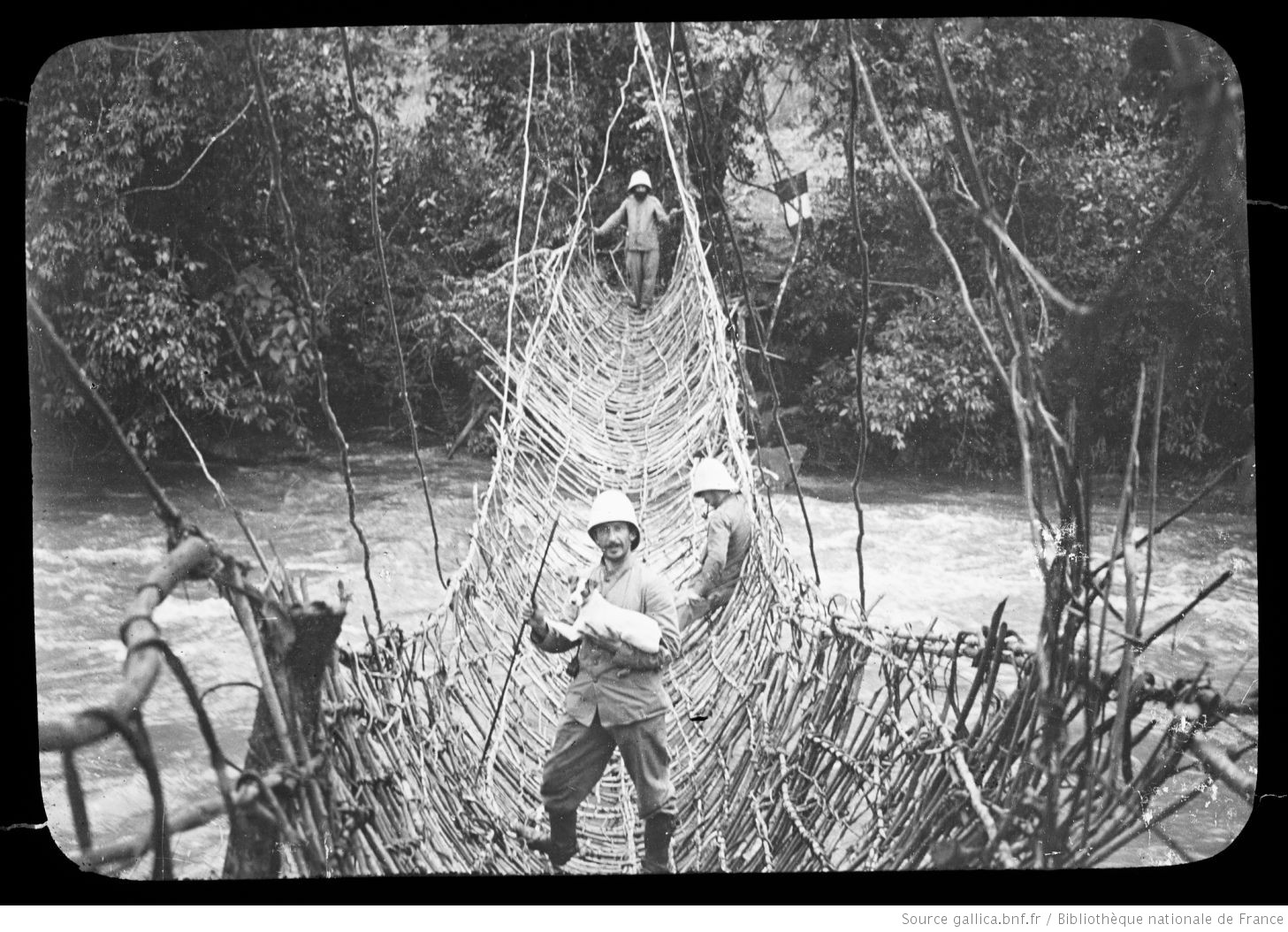
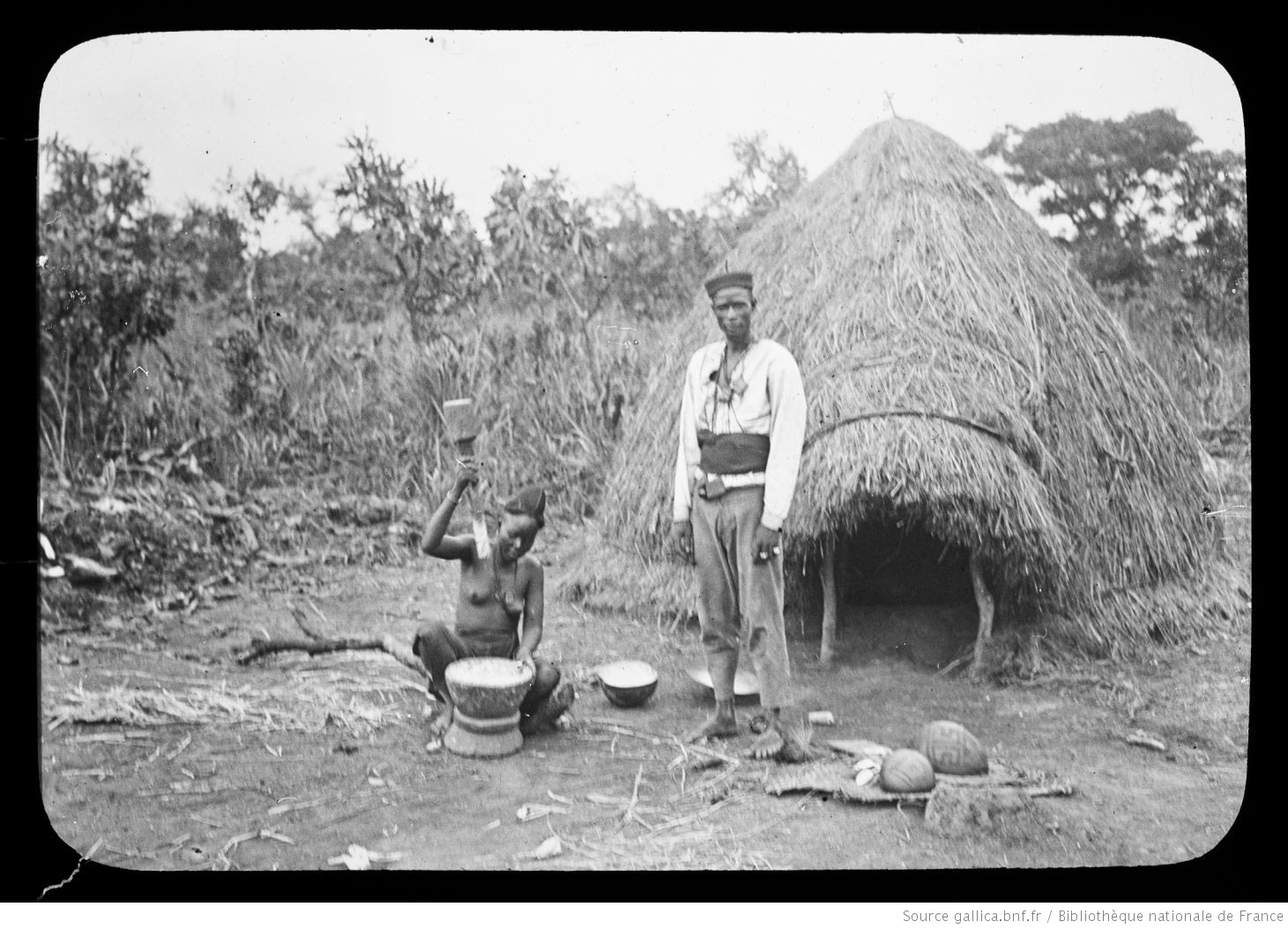
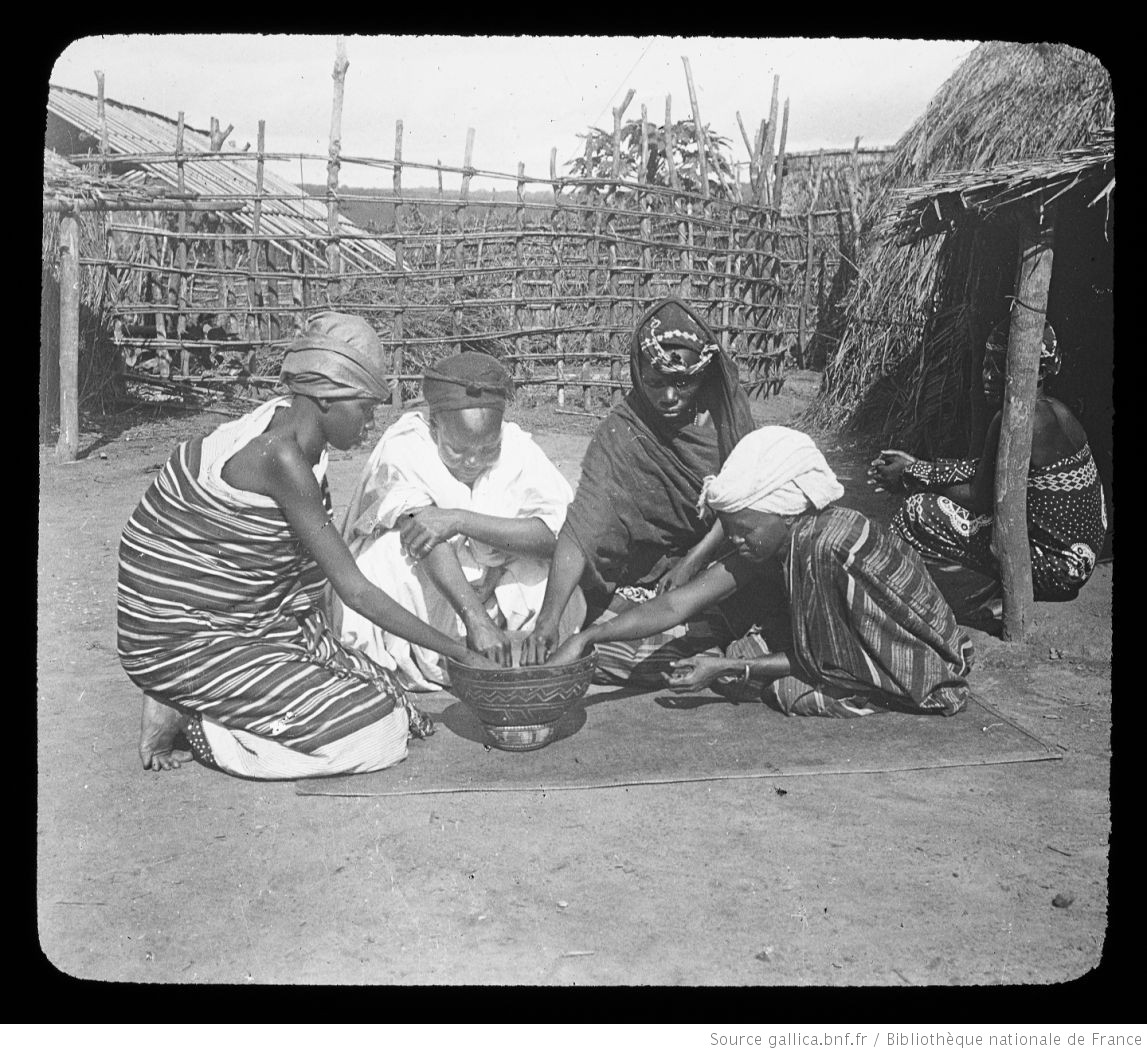
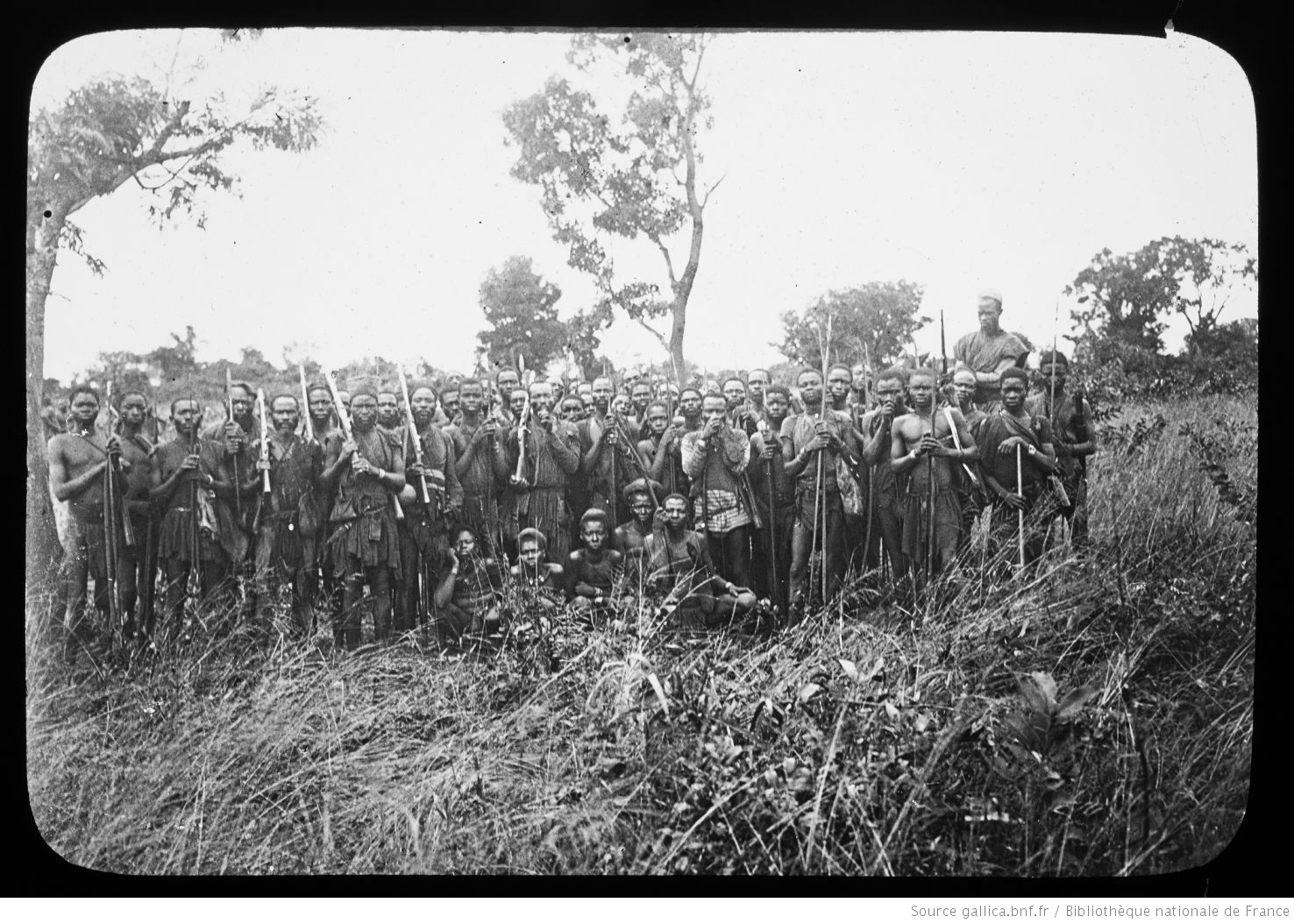
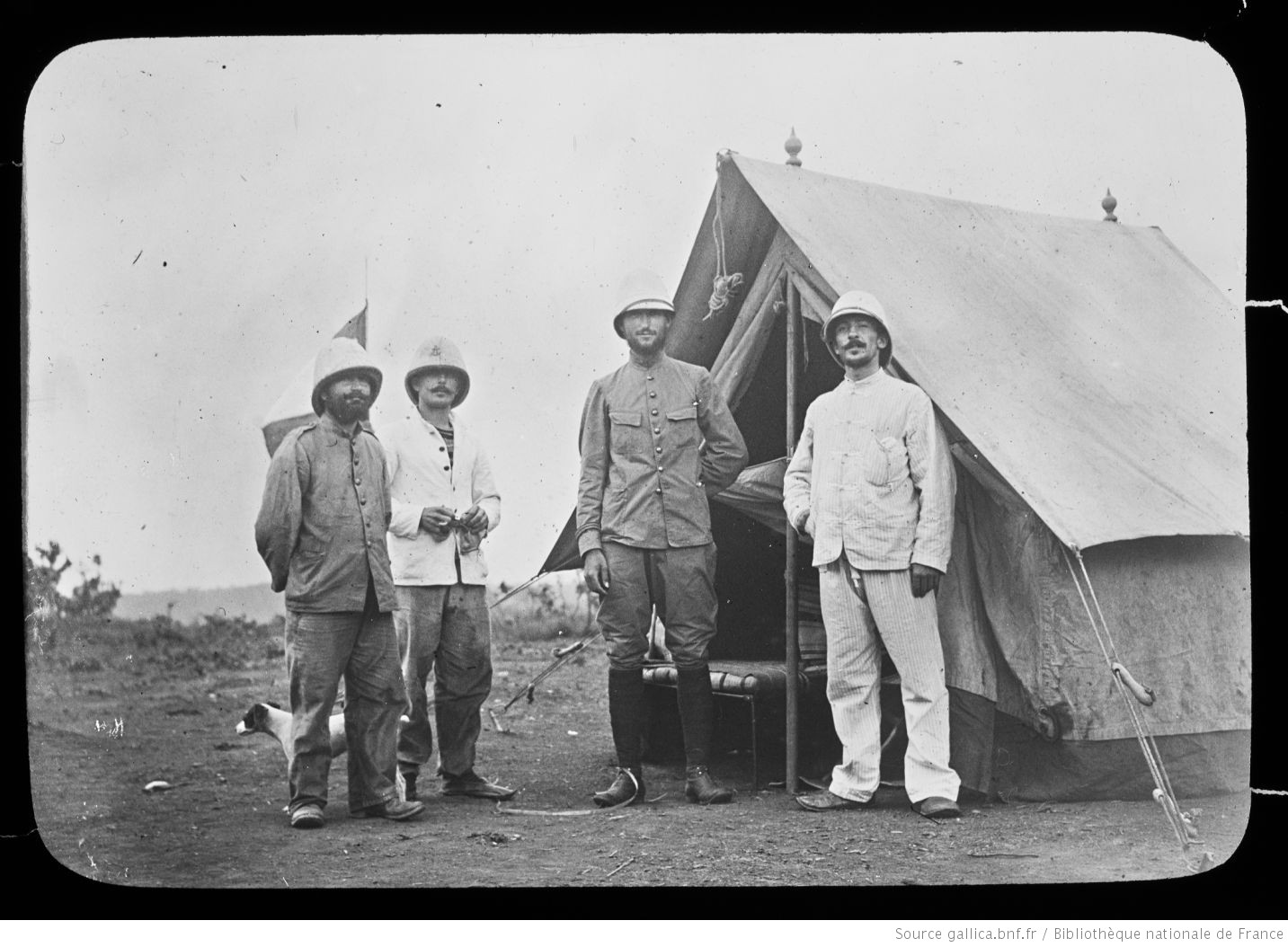

## La mission télégraphique du Tchad (1910-1913)

Carte de l'Afrique Equatoriale Française en 1910

En 1910, Lancrenon est de retour au Tchad. Le Lieutenant-Gouverneur de l’Oubangui-Chari-Tchad (au Nord de l'AEF) le charge de la mission télégraphique du Tchad. Entreprise en 1910 et terminée en 1913, elle avait pour but d'améliorer les communications au sein de la colonie française d'Afrique Equatoriale, nouvellement créée, ainsi que ses liens avec le territoire militaire du Tchad. La nouvelle ligne télégraphique permit de relier Fort-Lamy à Bangui et à Brazzaville, et de faire la jonction avec le réseau déjà existant de l'Afrique Occidentale Française.
Lancrenon et ses ouvriers travaillèrent sur deux tronçons successifs : d’abord entre Fort-Lamy et Fort-Crampel (soit environ 860 kilomètres) puis entre Fort-Lamy et Rig-Rig (soit 520 kilomètres).
Avant de superviser les travaux d’installation de la ligne, Lancrenon dut explorer la région entre Fort-Crampel et Fort-Lamy afin de relever le terrain et préparer le tracé de la ligne. Une équipe d’une cinquantaine d’hommes travailla ensuite à déboiser une piste, planter des poteaux et y installer la ligne télégraphique. Plusieurs bureaux télégraphiques ont été construits le long de la ligne.

Bien que les ouvriers fussent payés, leur travail s’inscrivait dans le cadre des corvées imposées aux populations locales, comme l'indique Lancrenon dans son rapport : 
Les plus gros travaux, principalement le débroussement et le transport des poteaux, ont été faits par des manœuvres temporaires. Ceux-ci ont très généralement été fournis sans aucune difficulté par les chefs indigène . […] Chacun était nourri et payé, puis rentrait chez lui sa tâche accomplie. Deux fois seulement, j’ai dû demander la secours de quelques tirailleurs ou gardes régionaux pour éviter des pertes de temps. 
Après avoir achevé la deuxième partie de sa mission Lancrenon aprit qu’une autre mission avait été ordonnée pour installer la télégraphie sans fil, rendant ainsi son ouvrage obsolète à peine terminé.

## Première Guerre mondiale
Le capitaine Lancrenon combattit sur le front français dès 1914. Il fut nommé chef d’escadron du 239ème Régiment d’artillerie de campagne. Son courage au combat dans les tranchées lui vaut d’être nommé Chevalier de la Légion d’Honneur et de recevoir la croix de guerre. Il meurt au combat le 28 juin 1917, au bois Camart (Meuse), alors qu’il était parti reconnaître les lignes ennemies,.

## Postérité
Les chutes de Lancrenon, situées à la frontière entre le Cameroun et la République centrafricaine, portent son nom.